# Линдблом, Пер
Пер О. Линдблом (норв. Per O. Lindblom; род. 1930) — норвежский шахматист.
Входил в число сильнейших шахматистов Норвегии 1950—1960-х гг.
В составе сборной Норвегии участник пяти шахматных олимпиад (1954, 1956, 1958, 1960 и 1962 гг.; самое удачное выступление — в 1960 г.) и двух командных чемпионатов мира среди студентов (1954 и 1956 гг.; оба раза играл на 1-й доске).
В 1957 г. представлял Норвегию в зональном турнире. Партия, которую в данном соревновании Линдблом проиграл Ф. Олафссону, входит в число лучших партий исландского гроссмейстера.
С середины 1960-х гг. выступал преимущественно в соревнованиях по переписке. В составе сборной Норвегии участвовал в полуфинале 5-го командного чемпионата Европы (1994—1999 гг.; выступал на 1-й доске). По всей видимости, скончался до официального завершения соревнования: был заменён, несмотря на то, что успел закончить все партии.

## Основные спортивные результаты
| Год                       | Город                                                                     | Соревнование                                                              | + | −  | = | Результат | Место |
| ------------------------- | ------------------------------------------------------------------------- | ------------------------------------------------------------------------- | - | -- | - | --------- | ----- |
| 1954                      | Осло                                                                      | Командный чемпионат мира среди студентов (сборная Норвегии, 1-я доска)    | 3 | 2  | 3 | 4½ из 8   |       |
|                           | Амстердам                                                                 | XI Олимпиада (сборная Норвегии, 3-я доска)                                | 2 | 6  | 3 | 3½ из 11  |       |
| 1956                      | Уппсала                                                                   | Командный чемпионат мира среди студентов (сборная Норвегии, 1-я доска)    | 0 | 7  | 3 | 1½ из 10  |       |
|                           | Москва                                                                    | XII Олимпиада (сборная Норвегии, 3-я доска)                               | 1 | 5  | 7 | 4½ из 13  |       |
| 1957                      | Вагенинген                                                                | Зональный турнир                                                          | 1 | 13 | 3 | 2½ из 17  | 18    |
| 1958                      | Мюнхен                                                                    | XIII Олимпиада (сборная Норвегии, запасной)                               | 2 | 3  | 3 | 3½ из 8   |       |
| 1960                      | Лейпциг                                                                   | XIV Олимпиада (сборная Норвегии, 3-я доска)                               | 7 | 1  | 9 | 11½ из 17 |       |
| 1962                      | Варна                                                                     | XV Олимпиада (сборная Норвегии, 2-я доска)                                | 0 | 4  | 1 | ½ из 5    |       |
| СОРЕВНОВАНИЯ ПО ПЕРЕПИСКЕ |                                                                           |                                                                           |   |    |   |           |       |
| 1994—1999                 | Полуфинал 5-го командного чемпионата Европы (сборная Норвегии, 1-я доска) | Полуфинал 5-го командного чемпионата Европы (сборная Норвегии, 1-я доска) | 0 | 0  | 9 | 4½ из 9   |       |